# Ome (álbum)
Ome (del náhuatl: ome ‘dos’) es el segundo álbum de estudio de la banda multinacional Jenny and the Mexicats, publicado en México en 2014. Ome se caracteriza por presentar una combinación de géneros: huapango, country, reggae, flamenco y pop.

## Lista de canciones
| N.º | Título                                                               | Duración |  |
| 1.  | «Frenético ritmo»                                                    | 2:54     |  |
| 2.  | «Me and My Man» (Intro)                                              | 0:24     |  |
| 3.  | «Me and My Man»                                                      | 2:56     |  |
| 4.  | «Duele al caminar»                                                   | 3:16     |  |
| 5.  | «Boulevard»                                                          | 3:17     |  |
| 6.  | «En este momento» (con La Shica)                                     | 3:49     |  |
| 7.  | «Head in My Heart»                                                   | 4:06     |  |
| 8.  | «Sasha y Esteban»                                                    | 2:37     |  |
| 9.  | «On the Hill»                                                        | 3:11     |  |
| 10. | «I Will Go»                                                          | 4:14     |  |
| 11. | «No dejes de quererme» (banda sonora de la película Besos de azúcar) | 2:57     |  |
| 12. | «Labios» (banda sonora de la película Amor de mis amores)            | 2:53     |  |
| 13. | «Even It Out»                                                        | 3:46     |  |
| 14. | «Back to Basics»                                                     | 4:04     |  |